# Gotlandsk
Gotlandsk (svensk: gotländska) er en svensk dialekt, som tales på øerne Gotland og Fårö (Fårø).
Den gotlandske dialekt har udviklet sig i mødet mellem (rigs)svensk og gutnisk (gutamål), sidstnævnte er det autoktone (oprindelige) sprog på øerne. Den nuværende svensk-gotlandske dialekt er præget af en særlig gotlandsk sprogmelodi og udtale; den har f. eks. mange diftonger (som i gutnisk), ellers ligger den ret tæt på standardsvensk i grammatik, bøjning og syntaks.
I modsætning til gutnisk har den gotlandske dialekt færre træk til fælles med det gamle oldgutniske sprog. Bevaret er den ældre udtale af a, o og u, som ligner den finlandssvenske udtale. Meget typisk er -e som slutvokal (ligesom på gutamål), hvor standardsvensk har -a (f. eks. göre, komme, klocke). De fleste lange vokaler udtales som diftonger (ligesom på gutamål). På hovedøen udtales kombinationer af rd, rl rn, rs og rt som en enkelt lyd (også ligesom på gutamål). På Fårø derimod er den separate udtale dominerende.
Tabellen viser nogle forskelle mellem gotlandsk og gutnisk.
| Dansk               | Svensk            | Gotlandsk           | Gutnisk (Gutamål)                 |
| ------------------- | ----------------- | ------------------- | --------------------------------- |
| løg                 | lök               | löyk                | lauk                              |
| vindue              | fönster           | fönster             | finster, finstur (Fårö), vindauge |
| Det er tåget i dag. | Det är dimma idag | Det är dimme i dag. | Det är tuka i dag.                |